# Gniewkowo
Gniewkowo [ɡɲefˈkɔvɔ] (deutsch 1879–1920 und 1939–1945 Argenau, früher Gniwkowo und Gniewkowo, historisch auch Knipig) ist eine Stadt im Powiat Inowrocławski (Hohensalzaer Kreis) der Woiwodschaft Kujawien-Pommern in Polen. Sie ist Sitz der gleichnamigen Stadt-und-Land-Gemeinde mit etwa 14.600 Einwohnern.

## Geographische Lage
Die Stadt liegt in der historischen Region Posen, etwa 21 Kilometer südsüdöstlich der Stadt  Solec Kujawski (Schulitz) an der Weichsel und 14 Kilometer nordöstlich der Stadt Inowrocław  (Hohensalza).

## Geschichte

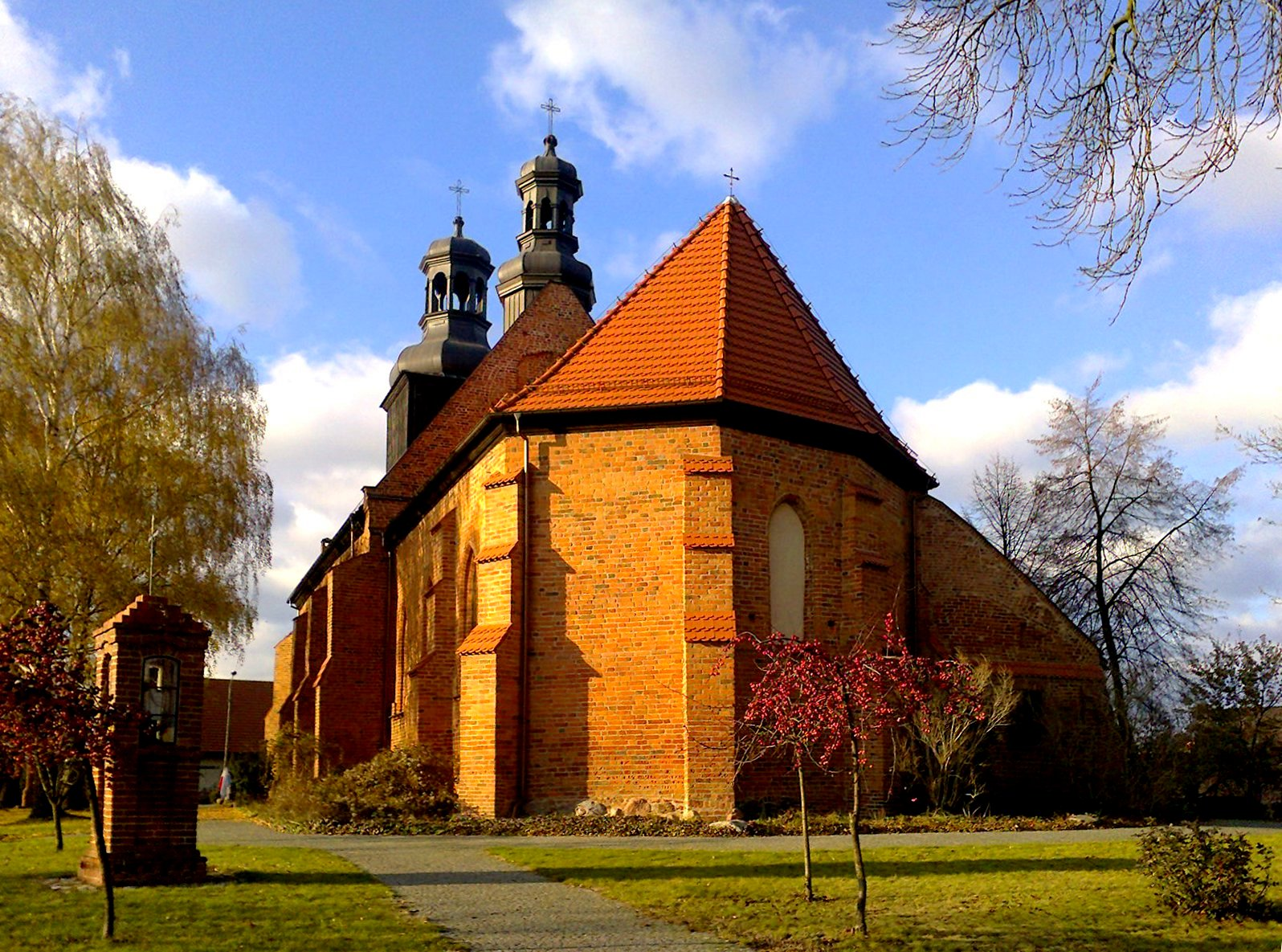
Nikolaikirche

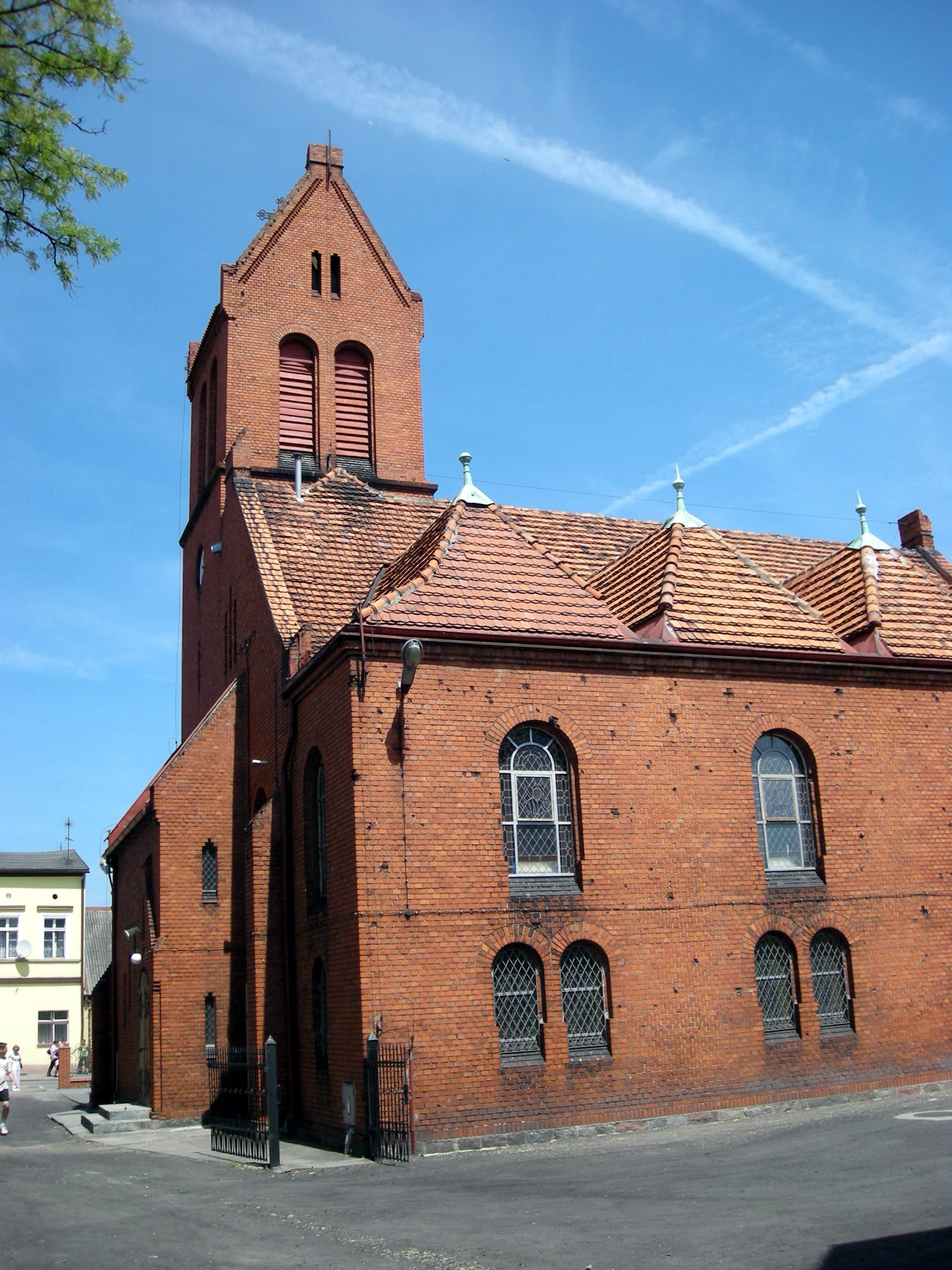
Herz-Jesu-Kirche

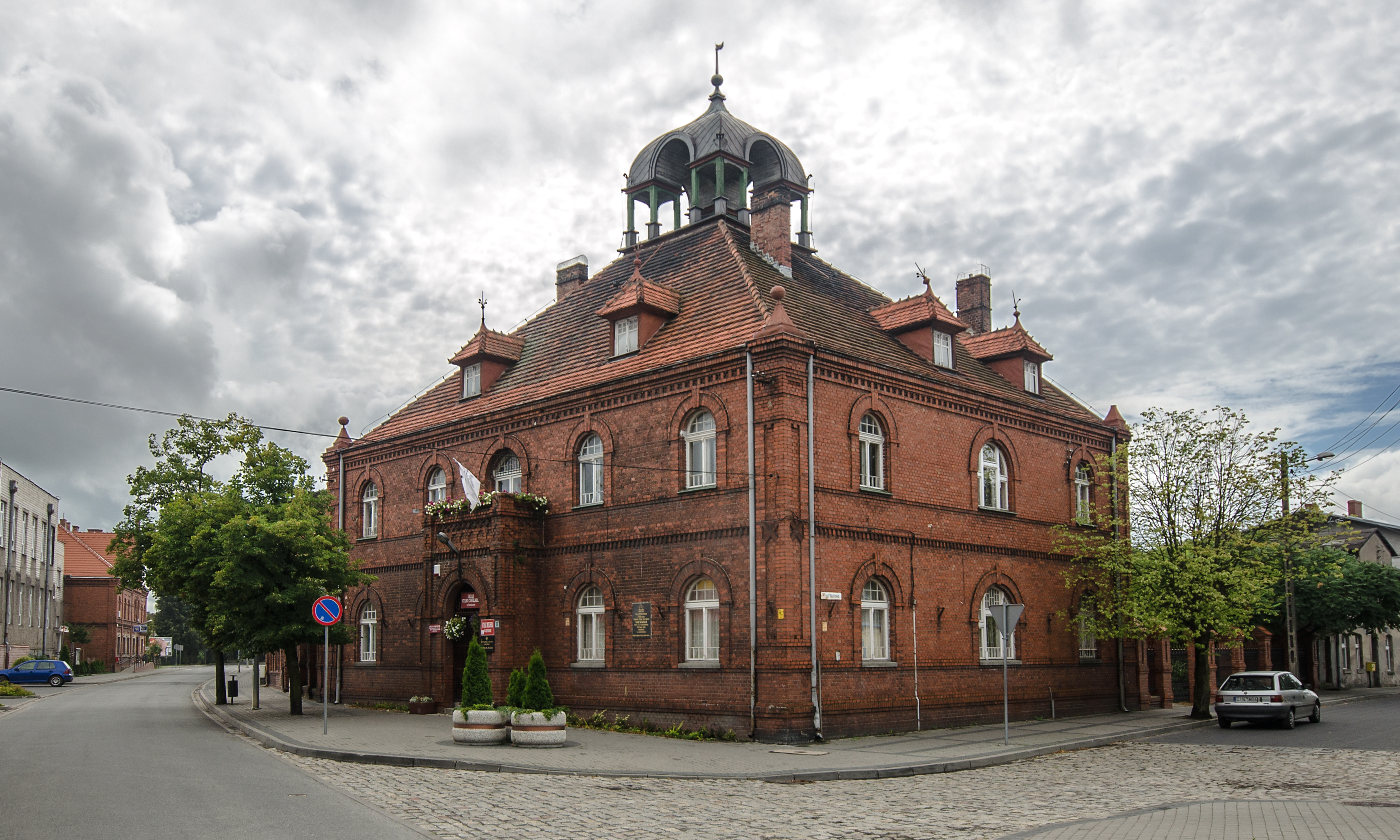
Rathaus

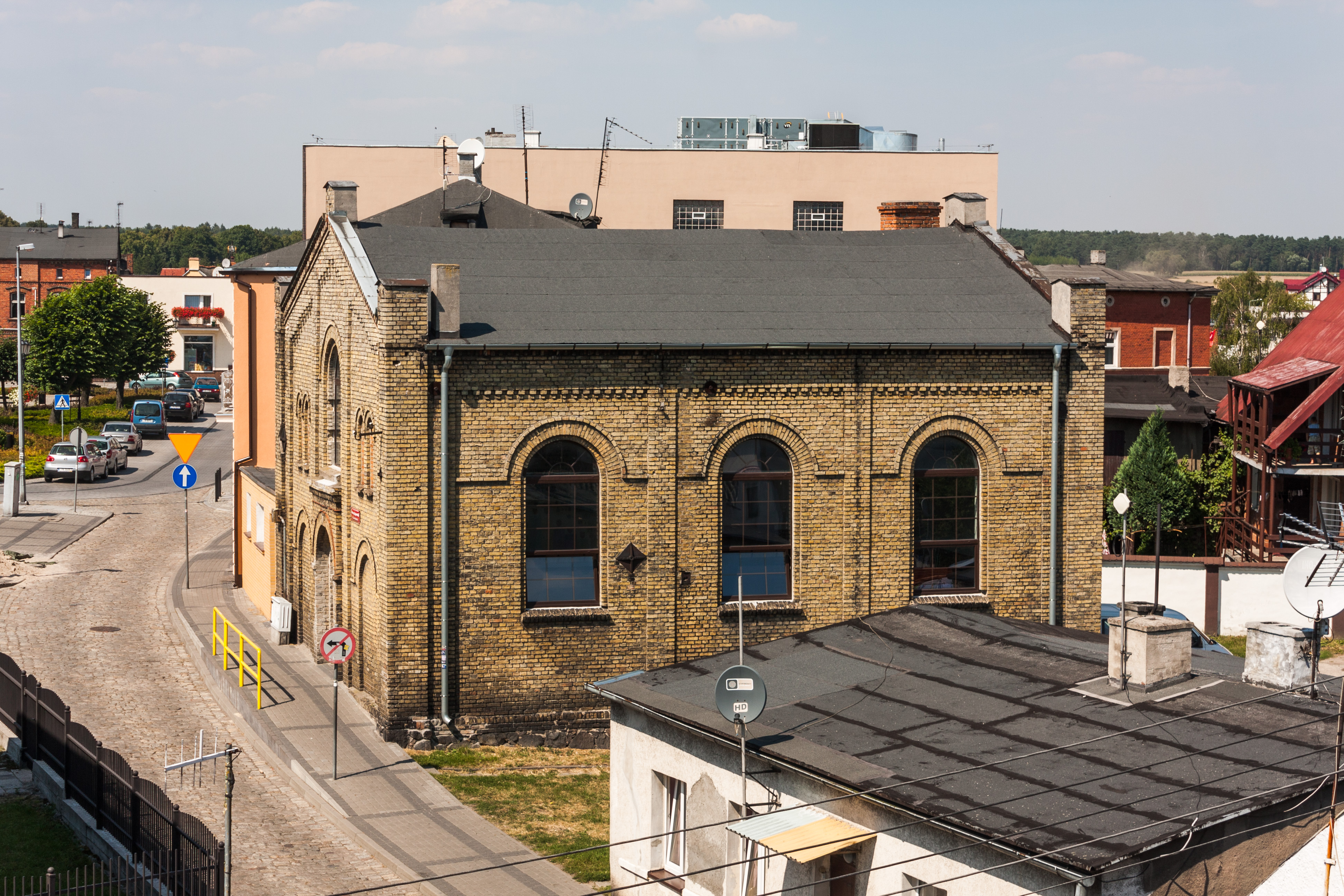
Synagoge in Argenau

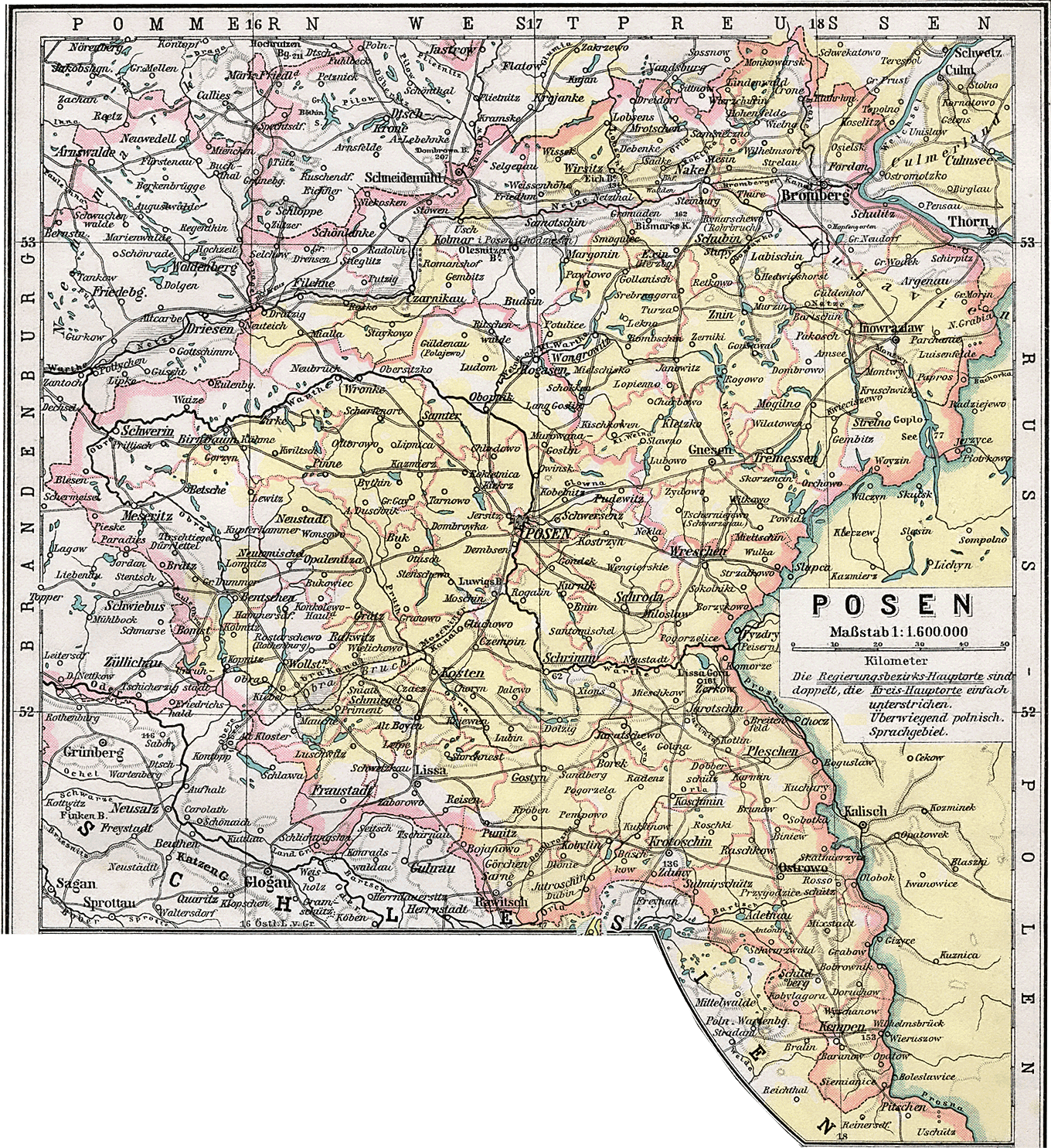
Argenau, südöstlich von Bromberg und südwestlich der Stadt Thorn, auf einer Landkarte von 1905 (gelb markierte Flächen kennzeichnen Gebiete mit seinerzeit mehrheitlich polnischsprachiger Bevölkerung).

Der Ort wird schon 1185 urkundlich erwähnt und war Residenz der Herzöge von Kujawien.
Historiker nehmen an, dass Gniewkowo im Jahre 1268 die Stadtrechte erhalten hat. Im Jahre 1287 wurde das Herzogtum Kujawien mit Sitz in Inowrazlaw unter den drei Söhnen des Herzogs geteilt; der jüngste Kasimir III. von Kujawien wurde zum Herzog eines Herzogtums Gniewkowo. Im Jahre 1322 wurde dieses Herzogtum vom Kreuzritterorden besetzt, im Jahre 1343 zurückgegeben.
Im 16. Jahrhundert erfolgten einige Brandkatastrophen, besonders verheerend war die im Jahre 1582.
1772 bis 1807 und ab 1815 gehörte der Ort zu Preußen. Argenau hatte am Anfang des 20. Jahrhunderts zwei evangelische und eine katholische Kirche, eine Synagoge, eine Oberförsterei, eine Maschinenbauanstalt, Holzsägewerke und eine Ziegelei.
Bis 1919 gehörte Argenau zum Kreis Hohensalza im Regierungsbezirk Bromberg der preußischen Provinz Posen im Deutschen Reich.
Nach dem Ersten Weltkrieg musste die Stadt aufgrund der Bestimmungen des Versailler Vertrags zum Zweck der Einrichtung des Polnischen Korridors durch preußisches Reichsgebiet
am 17. Januar 1920 an Polen abgetreten werden. Nach dem Überfall auf Polen 1939 wurde das entnommene Territorium völkerrechtswidrig in das Reichsgebiet eingegliedert. Nach Ende des Zweiten Weltkriegs wurde das Gebiet mit der Stadt
von der Sowjetunion der Volksrepublik Polen zur Verwaltung überlassen.

### Demographie
| Jahr | Einwohnerzahl | Anmerkungen |
| ---- | ------------- | --- |
| 1783 | 0377          | größtenteils Polen |
| 1788 | 0497          | in 75 Häusern |
| 1816 | 0592          | darunter 59 Evangelische und 45 Juden |
| 1826 | 0900          | in 88 Häusern |
| 1837 | 0952          | [ 5 ] |
| 1843 | 1225          | [ 5 ] |
| 1861 | 1387          | [ 5 ] |
| 1875 | 1847          | [ 8 ] |
| 1880 | 2229          | [ 8 ] |
| 1890 | 2614          | [ 8 ] |
| 1900 | 3129          | meist katholische Einwohner |
| 1910 | 3451          | am 1. Dezember, davon 1469 mit deutscher Muttersprache (1301 Evangelische, 80 Katholiken und 88 Juden) und 1978 mit polnischer Muttersprache (sämtlich Katholiken) |

## Gemeinde
Zur Stadt-und-Land-Gemeinde (gmina miejsko-wiejska) Gniewkowo gehören die Stadt und 22 Dörfer mit Schulzenämtern.

## Baudenkmale
- Rathaus
- Pfarrkirche
- Synagoge

## Wirtschaft und Infrastruktur

### Ansässige Unternehmen
Die wichtigsten Industriebetriebe der Gemeinde sind:
- Bonduelle (Lebensmittelindustrie)
- KCB Interlight (Herstellung von Kerzen)
- Bydgoskie Fabryki Mebli S.A Zakład w Gniewkowie (Möbelherstellung)

### Bildung
In der Stadt befinden sich eine Grundschule (Szkoła Podstawowa), eine Berufsschule (Zasadnicza Szkoła Zawodowa) und eine Sekundarschule (Gimnazjum nr.1 im. Ziemi Kujawskiej).

## Persönlichkeiten
- Herzog Kasimir III. von Kujawien war Großvater der polnischen Königin Hedwig.
- Max Samuel (1883–1942), geboren und aufgewachsen am Ort als Sohn eines Kaufmanns, Erfinder, Selfmade-Man, Unternehmer
- Katja Ebstein (* 1945), Sängerin und Schauspielerin